# Corythornis
Genre
Corythornis est un genre d'oiseaux de la famille des Alcedinidae.

## Liste d'espèces
Selon la classification de référence du Congrès ornithologique international (version 3.3, 2013) :
- Corythornis madagascariensis – Martin-pêcheur malgache
- Corythornis leucogaster – Martin-pêcheur à ventre blanc
- Corythornis cristatus – Martin-pêcheur huppé
- Corythornis vintsioides – Martin-pêcheur vintsi